# Festival country de Craponne-sur-Arzon
 (février 2025).
Motif : Sources ? Notoriété ?
- Archive Wikiwix
- Bing
- Cairn
- DuckDuckGo
- E. Universalis
- Gallica
- Google
- G. Books
- G. News
- G. Scholar
- Persée
- Qwant
- (zh) Baidu
- (ru) Yandex
- (wd) trouver des œuvres sur Wikidata

| 1. | Préciser le motif de la pose du bandeau. | Précisez le motif de la pose du bandeau en utilisant la syntaxe suivante : {{admissibilité à vérifier\|date=mars 2025\|motif=remplacez ce texte par le motif}}                                              |
| 2. | Informer les utilisateurs concernés.     | Pensez à avertir le créateur de l'article, par exemple, en insérant le code ci-dessous sur sa page de discussion : {{subst:avertissement admissibilité à vérifier\|Festival country de Craponne-sur-Arzon}} |

 (février 2025).
 (février 2025).
La mise en forme du texte ne suit pas les recommandations de Wikipédia : il faut le « wikifier ».
Les points d'amélioration suivants sont les cas les plus fréquents. Le détail des points à revoir est peut-être précisé sur la page de discussion.
- Les titres sont pré-formatés par le logiciel. Ils ne sont ni en capitales, ni en gras.
- Le texte ne doit pas être écrit en capitales (les noms de famille non plus), ni en gras, ni en italique, ni en « petit »…
- Le gras n'est utilisé que pour surligner le titre de l'article dans l'introduction, une seule fois.
- L'italique est rarement utilisé : mots en langue étrangère, titres d'œuvres, noms de bateaux, etc.
- Les citations ne sont pas en italique mais en corps de texte normal. Elles sont entourées par des guillemets français : « et ».
- Les listes à puces sont à éviter, des paragraphes rédigés étant largement préférés. Les tableaux sont à réserver à la présentation de données structurées (résultats, etc.).
- Les appels de note de bas de page (petits chiffres en exposant, introduits par l'outil «  Source ») sont à placer entre la fin de phrase et le point final[comme ça].
- Les liens internes (vers d'autres articles de Wikipédia) sont à choisir avec parcimonie. Créez des liens vers des articles approfondissant le sujet. Les termes génériques sans rapport avec le sujet sont à éviter, ainsi que les répétitions de liens vers un même terme.
- Les liens externes sont à placer uniquement dans une section « Liens externes », à la fin de l'article. Ces liens sont à choisir avec parcimonie suivant les règles définies. Si un lien sert de source à l'article, son insertion dans le texte est à faire par les notes de bas de page.
- La présentation des références doit suivre les conventions bibliographiques. Il est recommandé d'utiliser les modèles {{Ouvrage}}, {{Chapitre}}, {{Article}}, {{Lien web}} et/ou {{Bibliographie}}. Le mode d'édition visuel peut mettre en forme automatiquement les références.
- Insérer une infobox (cadre d'informations à droite) n'est pas obligatoire pour parachever la mise en page.

Pour une aide détaillée, merci de consulter Aide:Wikification.
Si vous pensez que ces points ont été résolus, vous pouvez retirer ce bandeau et améliorer la mise en forme d'un autre article.

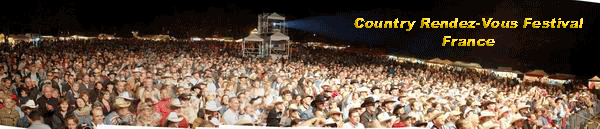

Le Festival Country de Craponne-sur-Arzon, longtemps intitulé Festival Country Rendez-Vous mais temporairement renommé The Green Escape en 2018-2019, est un festival d'été en France créé en 1988 et consacré à la musique country. Il est situé dans la commune auvergnate de Craponne-sur-Arzon. Le festival connaît un succès croissant au fil des années mais il est interrompu en 2020 pour des raisons essentiellement financières, pour reprendre en 2022 sur des bases plus modestes et dans une direction plus fidèle à l'esprit original de la musique country.

## Histoire
La première édition du festival country Rendez-Vous est organisée en 1988 dans la commune de Dore-l'Église (Puy-de-Dôme). Elle accueille durant deux jours huit formations musicales européennes, devant 250 spectateurs. Au fil des éditions arrivent des artistes américains et un public de plus en plus nombreux. Ainsi, l’édition de 1992 accueille quelque 5 000 spectateurs et une douzaine de formations musicales, dont Bill Monroe, père fondateur du bluegrass aux États-Unis.
Le site de Dore-l’Église devenant trop petit, le festival s’établit à Craponne-sur-Arzon (Haute-Loire) en 1993. La même année voit la création de la Country Rendez-Vous Radio, première radio de France à diffuser, pendant trois jours, une programmation entièrement consacrée à ce style musical.
Par la suite, le festival prend progressivement de l'ampleur, se professionnalise et attire un public de plus en plus nombreux, qui se compte désormais en dizaines de milliers de personnes qui viennent de France et d'Europe pour entendre des artistes internationalement reconnus comme Rhonda Vincent en 2001, Marty Stuart et Billy Joe Shaver en 2004, Mark Chesnutt en 2006, Asleep at the Wheel et Dierks Bentley en 2008,  Jo Dee Messina et Eric Church en 2009, Aaron Watson et Tanya Tucker en 2011 puis Emmylou Harris . L'année 2018 est aussi une année de changement de nom, puisque le festival s'appellera désormais The Green Escape.
La fréquentation baisse régulièrement depuis 2014 puis en 2019 des difficultés de trésorerie se s'accumulent au point de devoir annuler le festival pour l'année 2020. L'association gestionnaire n'envisageait même plus de le maintenir dans la ville de Craponne-sur-Arzon. Toutefois, le festival renaît avec une autre direction, sur des bases financières plus modestes, et l'année 2022 marque un retour aux principes fondamentaux du festival (sous le nom de « Festival Country de Craponne ») tout en réinvestissant le site principal du Parc des étoiles.